# Basile Georges Casmoussa

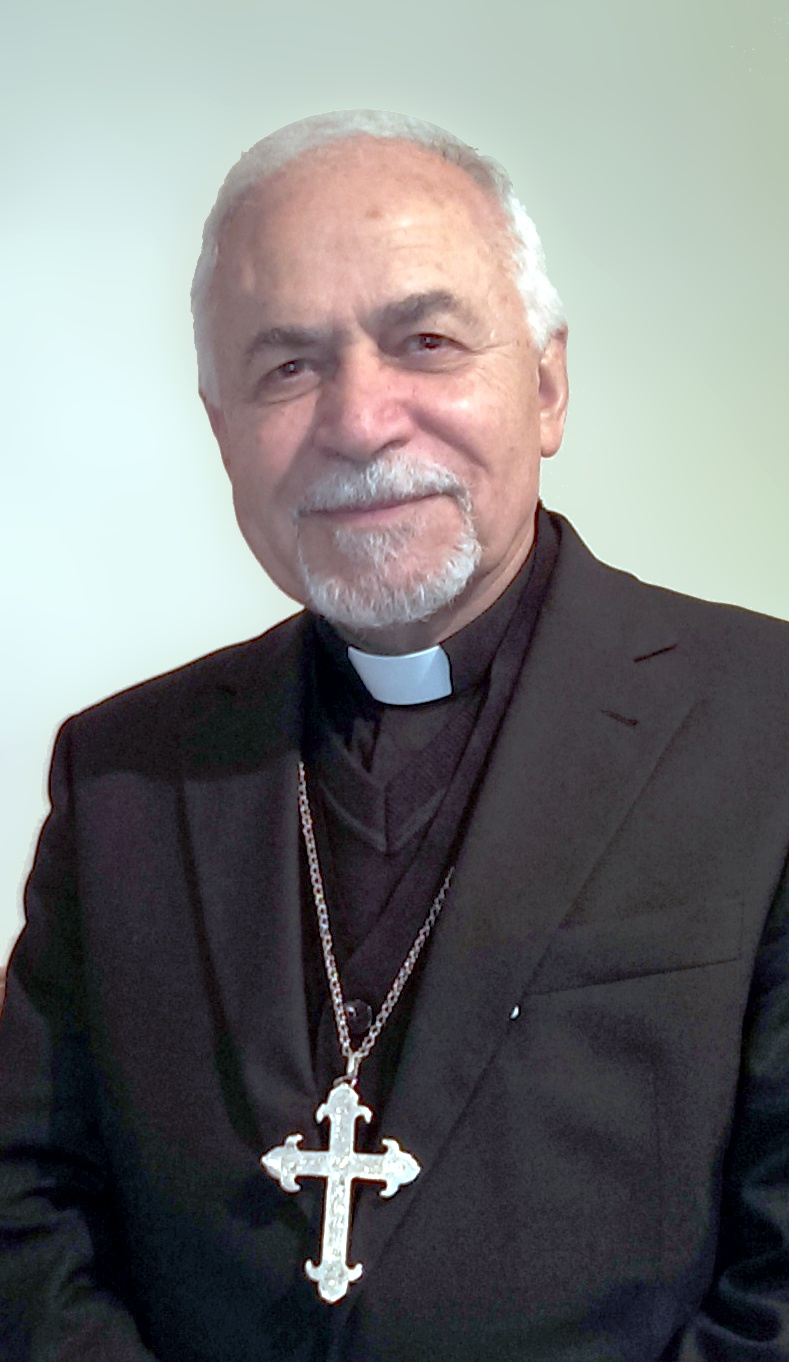
Basile Georges Casmoussa (2013)

Basile Georges Casmoussa (* 25. Oktober 1938 in Baghdida, Irak) ist syrisch-katholischer Geistlicher, emeritierter Kurienerzbischof im Patriarchat von Antiochien im Libanon und Apostolischer Visitator für die syrisch-katholischen Gläubigen in Australien.

## Leben
Casmoussa trat 1951 in das Seminar „St. Johannes“ in Mossul ein, wo er die philosophischen und theologischen Studien absolvierte. Am 10. Juni 1962 wurde er zum Priester geweiht. In den folgenden beiden Jahren wirkte er als Leiter des Seminars in Charfet (Libanon) und zugleich als Mitarbeiter in der Kurie des Patriarchats der Syrokatholiken in Beirut.
Ab 1964 widmete er sich der Jugendarbeit in seinem Heimatland Irak und war zugleich Redaktionsleiter der Zeitschrift Al-Fikr Al Masihi.
Von 1973 bis 1976 studierte er Sozialwissenschaften an der Katholischen Universität Löwen.  
Casmoussa leitete von 1999 bis 2011 die syrisch-katholische Erzeparchie Mossul, nachdem er am 9. Dezember 1999 durch den Patriarchen und späteren Kardinal Ignatius Moussa I. Daoud die Bischofsweihe erhalten hatte.
Am 17. Januar 2005 wurde Casmoussa nach Medienberichten und Berichten aus dem Vatikan vor seiner Kirche, der Verkündigungskirche im Osten Mossuls, von bewaffneten Männern in ein Auto gezwungen und an einen unbekannten Ort verschleppt. Der Vatikan verurteilte in einer Erklärung die Entführung scharf und sprach von einer terroristischen Tat. Es wurde die sofortige Freilassung gefordert. Nach 24 Stunden wurde er ohne Zahlung von Lösegeld wieder freigelassen.
Am 1. März 2011 wurde er durch Papst Benedikt XVI. zum Kurienerzbischof im Patriarchat der mit Rom unierten syrisch-katholischen Kirche von Antiochien in Beirut ernannt.
Papst Franziskus ernannte ihn am 13. Januar 2014 zum Apostolischen Visitator für die syrisch-katholischen Gläubigen in Westeuropa. In dieser Aufgabe folgte er Jules Mikhael Al-Jamil, der am 3. Dezember 2012 verstorben war. Nachdem er von diesem Amt am 7. März 2017 zurückgetreten war, ernannte ihn Papst Franziskus am 21. Juni desselben Jahres zum Apostolischen Visitator für die syrisch-katholischen Gläubigen in Australien.